# Kévin Schur
Kévin Schur, né le 19 novembre 1990 à Saint-Germain-en-Laye (France), est un footballeur français jouant au poste d'avant-centre.

## Biographie

### En club
Originaire de Saint-Germain-en-Laye, Schur évolue pendant dix ans en équipes de jeunes avec le Paris-Saint-Germain. Il joue aux côtés de joueurs tels que Mamadou Sakho, Tripy Makonda ou Brice Dja Djédjé. Il quitte le PSG en 2006 pour rejoindre le club voisin du FC Versailles. Après un passage en prêt au FC Le Chesnay, il joue durant un an avec le club des Yvelines en DH. Il rejoint ensuite l'US Alençon, où il inscrit 18 buts en 24 matchs de DH.  
Ces bonnes performances lui permettent de signer en CFA, à l'US Avranches. Peu après son arrivée, il est victime d'une embolie pulmonaire qui l'écarte des terrains durant cinq mois. Il est toutefois de retour pour aider son équipe à terminer première de son groupe durant la saison 2013-2014.    
Après quatre années passées dans la Manche, il s'engage en 2017 au Mans FC en National 2. Schur retrouve Richard Déziré qui l'a entraîné durant deux ans à Avranches. Il passe une saison dans la Sarthe, avec qui il obtient à nouveau une première place au quatrième échelon et une montée en National.    
En 2018, il signe au SC Bastia, en National 3. Il marque sept buts dès sa première année en Corse et le club termine en tête de son groupe. Lors de la saison suivante, Bastia est promu en National à la suite de l'arrêt des championnats pour cause de pandémie de Covid-19. Le club termine champion de National l'année suivante, où Schur se met en valeur en signant cinq buts et cinq passes décisives en championnat. Il est prolongé par le SC Bastia et joue régulièrement en Ligue 2 avec son équipe.   

## Statistiques
| Saison                | Club                  | Championnat           | Championnat | Championnat | Championnat | Coupe(s) nationale(s) | Coupe(s) nationale(s) | Coupe(s) nationale(s) | Total | Total | Total |
| Saison                | Club                  | Division              | M.          | B.          | P.d.        | M.                    | B.                    | P.d.                  | M.    | B.    | P.d.  |
| 2012-2013             | US Alençon            | DH Normandie          | 24          | 18          | 11          | -                     | -                     | -                     | 24    | 18    | 11    |
| 2013-2014             | US Avranches          | CFA                   | 15          | 3           | 2           | 2                     | 1                     | 0                     | 17    | 4     | 2     |
| 2014-2015             | US Avranches          | National              | 23          | 5           | 1           | 5                     | 1                     | 0                     | 28    | 6     | 1     |
| 2015-2016             | US Avranches          | National              | 16          | 0           | 1           | 1                     | 0                     | 0                     | 17    | 0     | 1     |
| 2016-2017             | US Avranches          | National              | 17          | 1           | 0           | 2                     | 4                     | 0                     | 19    | 5     | 0     |
| Sous-total            | Sous-total            | Sous-total            | 71          | 9           | 4           | 10                    | 6                     | 0                     | 81    | 15    | 4     |
| 2017-2018             | Le Mans FC            | National 2            | 16          | 3           | 0           | 2                     | 1                     | 0                     | 18    | 4     | 0     |
| 2018-2019             | SC Bastia             | National 3            | 23          | 7           | 4           | 8                     | 3                     | 1                     | 31    | 10    | 5     |
| 2019-2020             | SC Bastia             | National 2            | 18          | 3           | 2           | 1                     | 0                     | 0                     | 19    | 3     | 2     |
| 2020-2021             | SC Bastia             | National              | 32          | 5           | 5           | 1                     | 0                     | 0                     | 33    | 5     | 5     |
| 2021-2022             | SC Bastia             | Ligue 2               | 31          | 3           | 1           | 5                     | 1                     | 0                     | 36    | 4     | 1     |
| 2022-2023             | SC Bastia             | Ligue 2               | 21          | 2           | 1           | 1                     | 4                     | 1                     | 22    | 6     | 2     |
| 2023-2024             | Dijon FCO             | National 1            | 25          | 3           | 3           | 4                     | 2                     | 1                     | 29    | 5     | 4     |
| 2024-2025             | Dijon FCO             | National 1            | 3           | 0           | 0           | 2                     | 1                     | 0                     | 5     | 1     | 0     |
| Sous-total            | Sous-total            | Sous-total            | 118         | 18          | 12          | 19                    | 5                     | 2                     | 137   | 23    | 14    |
| Total sur la carrière | Total sur la carrière | Total sur la carrière | 229         | 48          | 26          | 31                    | 12                    | 2                     | 260   | 60    | 28    |

## Palmarès

### En club
- US Avranches
  - Champion de France de CFA en 2014
- Le Mans FC
  - Champion de France de National 2 en 2018
- SC Bastia
  - Champion de France de National 3 en 2019
  - Champion de France de National en 2021